# Przyczepność do betonu
Przyczepność do betonu – parametr określający najczęściej współpracę betonu i stali, dotyczy podstaw pracy konstrukcji żelbetowych. Umożliwia ona prawidłowe przekazywanie naprężeń rozciągających (lub bardzo dużych naprężeń ściskających) powstających w betonie na pręty zbrojeniowe. Współpraca ta zapewniona jest przede wszystkim dzięki zachodzącemu zjawisku przyczepności pomiędzy materiałami, na co wpływ mają głównie:
- tarcie między elementami
- ścinanie betonu między użebrowaniem pręta
- adhezja materiałów
- klasa betonu
- średnica, kształt, rozmieszczenie i zakończenie zbrojenia
- ułożenie, zagęszczenie i pielęgnacja betonu[1].

Badanie przyczepności do betonu opisane jest w normie PN–EN 10080:2007. Norma dla stali zbrojeniowej gatunku B500SP jako kryterium przyczepności stali do betonu podaje minimalne względne pole powierzchni żeber fR. Przy spełnieniu warunków normowych dla tego parametru uznaje się, że przyczepność stali do betonu po wbudowaniu w konstrukcję będzie wystarczająca. Określenie względnego pola powierzchni żeber wykonuje się współcześnie za pomocą laserowego pomiaru geometrii całego pręta. 
Przyczepność do betonu ustala się także dla prętów innych niż stalowe, np. dla prętów kompozytowych.